# 夏のシルエット
『夏のシルエット』（なつのシルエット）は、スターダストレビュー16枚目のシングル。1989年5月25日に発売された。

## 収録曲
全作詞：篠原仁志　編曲：三谷泰弘　
1. 夏のシルエット
作曲：根本要
（「ピクニック」CMソング）
2. New Day Begin -愛は風にのって-
作曲：三谷泰弘
（テレビ熊本開局20周年記念イメージソング）